# Сидорова Євдокія Миколаївна
Євдокія Миколаївна Сидорова (1922 — ?) — радянська працівниця сільського господарства, доярка, Герой Соціалістичної Праці (1966).

## Біографія
Народилася 15 лютого 1922 року в селі Березівка Радянської Росії, нині Олексіївського району Татарстану. 
Закінчила початкову школу і в 1937 році приїхала в Молотовську область (нині Пермська область). З 1942 року постійно жила в селі Кондратово, працювала дояркою в радгоспі «Верхньомуллинський». Була учасницею виставок ВДНГ СРСР, її прізвище неодноразово заносився в обласну книгу «Трудової слави», їй було присвоєно звання «Краща доярка Пермської області». У 1964 році Євдокія Сидорова отримала за 3025 кг молока на одну фуражну корову, за що була нагороджена дипломом обласної сільськогосподарської виставки. Неодноразово отримувала почесне звання «Ударник комуністичної праці», була майстром тваринництва 1-го класу.
У 1977 році Євдокія Миколаївна вийшла на заслужений відпочинок, ставши пенсіонером союзного значення, жила в Кондратово.
Дата смерті Є.М. Сидорової невідома. На будинку, де вона жила в селі Кондратово, встановлена меморіальна дошка.

## Нагороди
- Указом Президії Верховної Ради СРСР від 22 березня 1966 року Євдокія Миколаївна Сидорова удостоєна звання Героя Соціалістичної Праці з врученням ордена Леніна і золотої медалі «Серп і Молот».[2]
- Також мала інші нагороди, включаючи медалі ВДНГ СРСР і медаль «За доблесну працю у Великій Вітчизняній війні 1941-1945 рр .. »[3].
- Нагороджувалася Почесними грамотами обкому КПРС, облвиконкому, обкому ВЛКСМ.